# Ohlau (Hudau)
Die Ohlau ist ein Fluss im schleswig-holsteinischen Kreis Segeberg. 
Sie entspringt bei Kaltenkirchen, fließt durch Oersdorf, und mündet nach 11,5 km und 18 m Höhenunterschied in Bad Bramstedt in die Hudau, einen Quellfluss der Bramau.